# Jarocin (gmina w województwie wielkopolskim)
Jarocin – gmina miejsko-wiejska w województwie wielkopolskim, w powiecie jarocińskim. W latach 1975–1998 gmina położona była w województwie kaliskim.
Siedziba gminy to Jarocin.
Według danych z 30 czerwca 2004 gminę zamieszkiwały 44 363 osoby. Natomiast według danych z 31 grudnia 2021 roku gminę zamieszkiwało 45 729 osób.
Od 7 maja 2024 burmistrzem Jarocina jest Urszula Wyremblewska-Korzyniewska.

## Struktura powierzchni
Według danych z roku 2021 gmina Jarocin ma obszar 200,10 km², w tym:
- użytki rolne: 64%
- użytki leśne: 26%

Gmina stanowi 34,10% powierzchni powiatu.

## Demografia

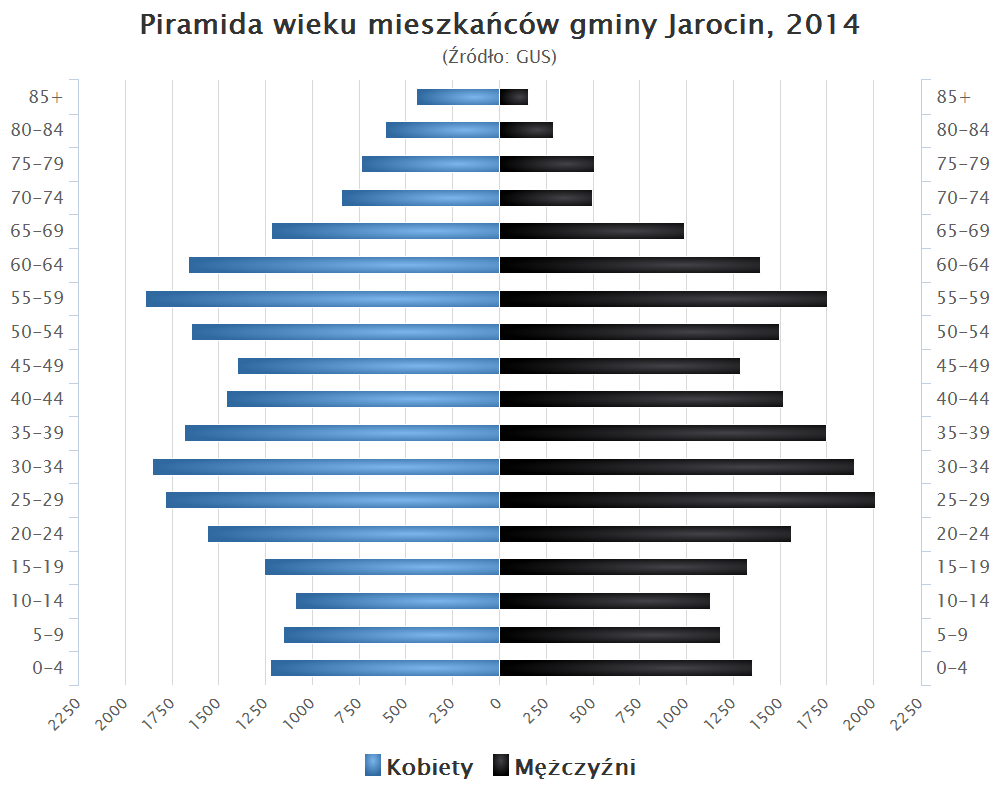
Piramida wieku mieszkańców gminy Jarocin w 2014 roku

Dane z 31 grudnia 2021 r.:
| Opis                              | Ogółem | Ogółem | Kobiety | Kobiety | Mężczyźni | Mężczyźni |
| --------------------------------- | ------ | ------ | ------- | ------- | --------- | --------- |
| jednostka                         | osób   | %      | osób    | %       | osób      | %         |
| populacja                         | 45 729 | 100    | 23 641  | 51,7    | 22 087    | 48,3      |
| gęstość zaludnienia (mieszk./km²) | 228    | 228    | 114,5   | 114,5   | 107,1     | 107,1     |

## Sąsiednie gminy
Dobrzyca, Jaraczewo, Kotlin, Koźmin Wielkopolski, Nowe Miasto nad Wartą, Żerków